# Meet again (Laputaの曲)
「meet again」（ミート・アゲイン）は、日本のロックバンド、Laputaの3枚目のシングル。1997年11月12日発売。発売元は東芝EMI。

## 概要
- Laputa最大のヒットシングル[3]。4万枚近く売り上げた。
- 読売テレビ・日本テレビ系アニメ『金田一少年の事件簿』第1期オープニング主題歌[3]。彼らの楽曲では唯一のアニメタイアップであった。
- 表題曲は「第2次ヴィジュアル系バンド・ブームを担うバンド」の「原点となった面々の名曲を集めた」という趣旨のコンピレーションアルバム『原点』にも収録された[4]。
- プロデューサーは黒夢やMASCHERAなども手掛けた佐藤宣彦。
- カップリングの「WITH the WIND」はしばしばライブの終盤で演奏され、「ライブの終了を意味する曲」として認識されていたという[5]。

## 収録曲
全曲 作詞：aki / 作曲：aki（#1、#3）、kouichi（#2）/ 編曲：佐藤宣彦・Laputa（#1～#3）
1. meet again
2. WITH the WIND
3. meet again (Instrumental)

## 収録アルバム
- 『麝〜ジャコウ〜香』（#1、アルバムバージョン）
- 『Laputa coupling collection +xxxk』（#2）
- 『Laputa 3DISK BEST 〜1995-1999 except Coupling Collection』（#1、シングルバージョン）